# Oroville (Californie)
Pour les articles homonymes, voir Oroville.
Oroville est une ville de l'État de Californie, siège du comté de Butte, aux États-Unis. La population de la ville est de 15 546 habitants lors du recensement de 2000. Sa superficie est de 31,8 km2.
La ville est fondée en 1848 au moment de la ruée vers l'or en Californie, et notamment dans le comté de Sacramento. Son nom vient directement de cette histoire, oro signifiant « or » en espagnol.

## Barrage
La ville est connue par le barrage du même nom qui y est érigé, barrage qui est l'un des vingt plus grands du monde, et le plus grand des États-Unis. Haut de 235 mètres et long de 2 109 mètres, il retient le lac d'Oroville, lequel a une capacité de 4,3 km3 d'eau, ce qui en fait le second plus grand réservoir de Californie. C'est l'un des constituants essentiels du Central Valley Project qui permet d'irriguer les terres pauvres en eau du sud de l'État à partir des terres qui en sont riches au nord.

### Crise de 2017
En février 2017, l'exutoire de crue (spillway) est mis en service à la suite de très fortes pluies succédant à une décennie de sécheresse en Californie. Le lac se remplit et l'utilisation de l'exutoire prévue dans ce type de situation, devient nécessaire, pour la première fois de l'histoire du lac. Dans les jours qui suivent, se révèle alors une faille dans le canal en béton de l'exutoire principal, à mi hauteur.
Progressivement la faille de l'exutoire principal s'agrandit et cède sous la force de l'eau évacuée du lac. Celle-ci érode une partie de la montagne avant de rejoindre le cours de la rivière.
En raison d'un risque de rupture de l'exutoire de secours débordé par de fortes pluies et une crue très importante, Oroville est évacuée par ses habitants par précaution le 12 février : 180 000 personnes sont évacuées du Comté de Butte. Après plusieurs jours de doutes, la mise en œuvre de l'exutoire principal bien qu'endommagé permet de faire baisser l'eau du lac, épargne l'utilisation de l'exutoire de secours et il apparaît que le barrage en lui-même n'est pas en danger. Le 15 février 2017, les habitants évacués sont autorisés à rentrer chez eux après deux jours d'évacuation.

## Démographie
| Groupe            | Oroville | Californie | États-Unis |
| ----------------- | -------- | ---------- | ---------- |
| Blancs            | 75,2     | 57,6       | 72,4       |
| Asiatiques        | 8,0      | 13,1       | 4,8        |
| Métis             | 6,3      | 4,9        | 2,9        |
| Amérindiens       | 3,7      | 1,0        | 0,9        |
| Autres            | 3,4      | 17,0       | 6,2        |
| Afro-Américains   | 2,9      | 6,2        | 12,6       |
| Océaniens         | 0,4      | 0,4        | 0,2        |
| Total             | 100      | 100        | 100        |
|                   |          |            |            |
| Latino-Américains | 12,5     | 37,6       | 16,7       |

Selon l’American Community Survey, pour la période 2011-2015, 86,91 % de la population âgée de plus de 5 ans déclare parler l'anglais à la maison, 5,92 % déclare parler une langue hmong, 4,79 % l'espagnol et 2,38 % une autre langue.
| 1860  | 1870  | 1880  | 1890  | 1910  | 1920  |
| ----- | ----- | ----- | ----- | ----- | ----- |
| 2 429 | 1 425 | 1 743 | 1 787 | 3 859 | 3 340 |

| 1930  | 1940  | 1950  | 1960  | 1970  | 1980  |
| ----- | ----- | ----- | ----- | ----- | ----- |
| 3 698 | 4 421 | 5 387 | 6 115 | 7 536 | 8 683 |

| 1990   | 2000   | 2010   | - | - | - |
| ------ | ------ | ------ | - | - | - |
| 11 960 | 13 004 | 15 546 | - | - | - |